# QUIC
QUIC (сокр. от англ. Quick UDP Internet Connections; произносится quick) — интернет-протокол, разработанный Google в конце 2012 года.
QUIC позволяет мультиплексировать несколько потоков данных между двумя компьютерами, работая по протоколу UDP, и содержит возможности шифрования, эквивалентные TLS и SSL.  Он имеет меньшую задержку соединения и передачи, чем TCP, но допускает потерю некоторых пакетов за счет хорошего выравнивания границ криптографических блоков с границами пакетов.  Протокол включает возможность переадресации исправления ошибок на уровне пакетов, но на практике она отключена.

## Поддержка
Код для поддержки QUIC был добавлен в Google Chrome, начиная с версии 29 (в предрелизных ветках dev и canary — с июня 2013, в релизной — с 20 августа 2013 года). Он может быть включен на странице chrome://flags/#enable-quic, активные сеансы видны на chrome://net-internals/#quic.
Реализация на языке C++ для поддержки QUIC доступна под лицензией BSD. Клиентская часть протокола доступна на Git.
Экспериментальный сервер с поддержкой QUIC доступен как часть проекта Chromium.
HTTP-сервер может объявить клиенту о поддержке протокола QUIC с помощью дополнительного заголовка «Alternate-Protocol: 80:quic» или «Alternate-Protocol: 443:quic».
В мае 2021 года протокол был принят в качестве официального стандарта RFC 9000.

## Недостатки клиентской реализации
По состоянию на 2015 г. существует одна открытая реализация протокола, разработанная в Google. Представленная реализация обладает следующими недостатками:
- серверная часть использует epoll, что, как минимум, не позволяет без дополнительной доработки собрать и запустить серверную часть протокола на других ОС, за исключением Linux[9];
- реализация интегрирована в Chromium, что затрудняет использование в других проектах, как в плане интеграции, так и в плане синхронизации и обновления кодовой базы.

Существует извлечённая из дерева исходных текстов Chromium клиентская часть реализации протокола под названием libQUIC. Извлечением и синхронизацией с кодовой базой, а также некоторой доработкой занимается компания Devsisters. Данное ответвление от основной реализации устраняет недостаток интеграции в проект Chromium.

### Серверная реализация
Имеется серверная реализация на языке Go, что позволяет использовать её в других проектах. 11 июля 2017 года LiteSpeed Technologies, Inc. начали официально поддерживать QUIC в своём балансировщике нагрузки (WebADC) и веб-сервере (LiteSpeed Web Server).
В конце 2020 года появилась реализация IETF QUIC протокола от Microsoft — MsQuic, написанная на языке C. Утверждается, что MsQuic имеет отличия от других вариантов библиотек тем, что:
- Оптимизирована для клиентской и серверной стороны.
- Оптимизирована для максимальной пропускной способности при минимизации задержки.
- Асинхронная работа.
- Поддержка масштабирования на стороне приёма (RSS).
- Поддержка слияния приёма и отправки по UDP[13].